# Gmina Stąporków
Die Gmina Stąporków ist eine Stadt-und-Land-Gemeinde im Powiat Konecki der Woiwodschaft Heiligkreuz in Polen. Ihr Sitz ist die gleichnamige Stadt mit etwa 5800 Einwohnern.

## Geographie

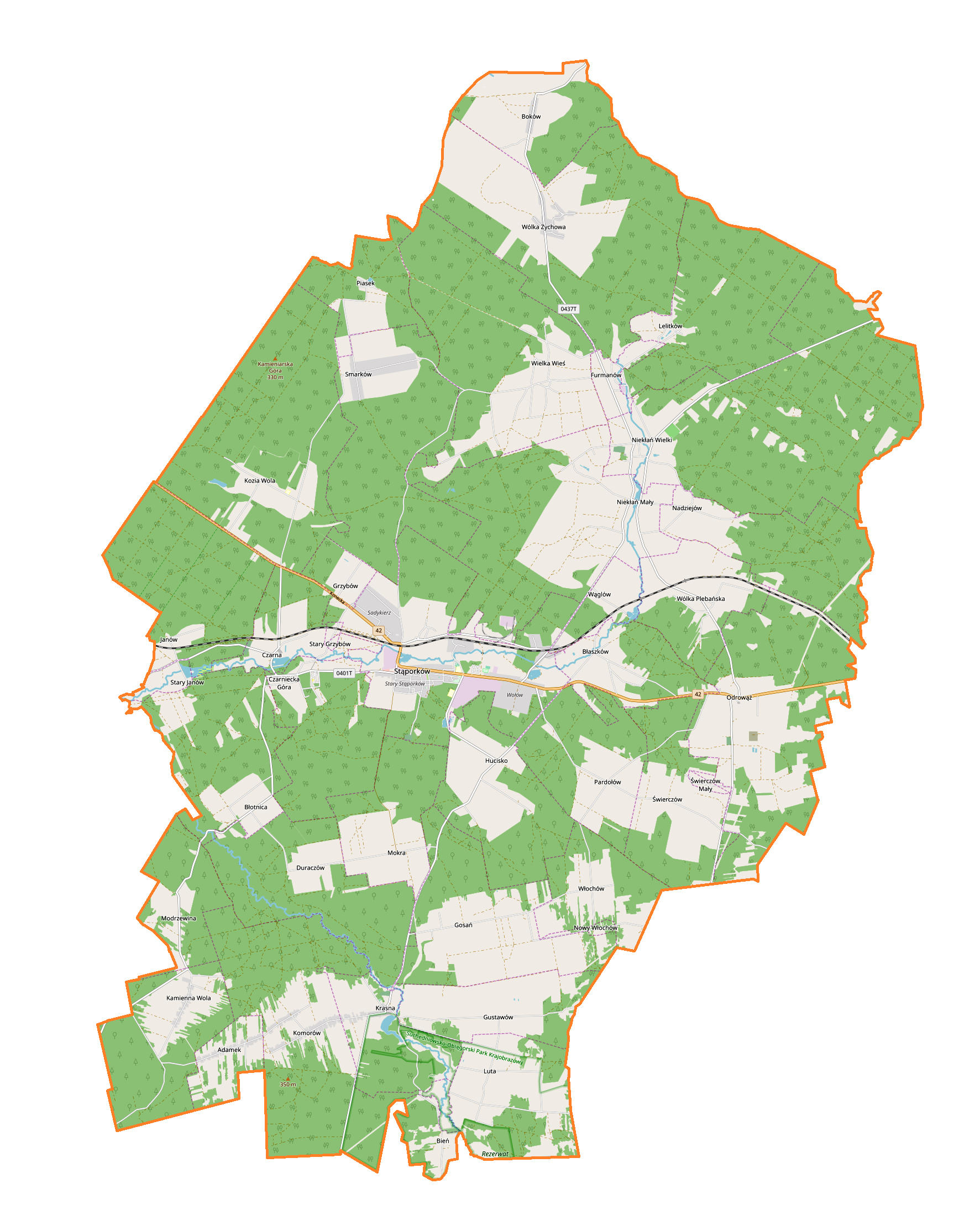
Karte der Gemeinde

Die Gemeinde liegt im Nordwesten des Heiligkreuzgebirges. Zu den Gewässern gehört die Czarna Konecka, ein Zufluss der Pilica.
Durch die Gemeinde und ihren Hauptort verläuft die Landesstraße DK42. Die in diesem Abschnitt eingleisige und elektrifizierte Bahnstrecke Łódź–Dębica (Streckennummer 25) wird nicht mehr im Personenverkehr bedient.

## Geschichte
Von 1975 bis 1998 gehörte die Gemeinde zur Woiwodschaft Kielce.

## Gliederung
Zur Stadt-und-Land-Gemeinde (gmina miejsko-wiejska) gehören neben der Stadt Stąporków folgende Ortschaften mit einem Schulzenamt:
Adamek
Bień
Błaszków
Błotnica
Boków
Czarna
Czarniecka Góra
Duraczów
Furmanów
Gosań
Grzybów
Gustawów
Hucisko
Janów
Kamienna Wola
Komorów
Kozia Wola
Krasna
Lelitków
Luta
Modrzewina
Mokra
Nadziejów
Niekłań Mały
Niekłań Wielki
Odrowąż
Pardołów
Piasek
Smarków
Świerczów
Wąglów
Wielka Wieś
Włochów
Wólka Plebańska
Wólka Zychowa
Weitere Ortschaften der Gemeinde sind Bieliny, Janów (Waldsiedlung), Kobylanka, Stara Góra und Edward.